# 烏斯蒂尼夫卡 (北頓涅茨克區)
烏斯蒂尼夫卡（烏克蘭語：Устинівка），是烏克蘭東部卢汉斯克州北顿涅茨克区利西昌斯克市镇内的村落。始建於1880年，面積0.1平方公里，海拔高度77米，2001年人口121，人口密度每平方公里1,186.3人。